# Юнда (річка)
Ю́нда (рос. Юнда) — річка в Удмуртії (Красногорський та Балезінський райони), Росія, ліва притока Чепци.
Назва річки походить від самодійського та середньо-ненецького юн — протока та уральського да — озеро, буквально озерна протока.
Річка починається на північно-східній околиці села Захватай Красногорського району. Далі Юнда протікає вже по території Балезинського району. Довжина річки — 30 км, площа басейну 176 км². Середній нахил річки — 2,1 м/км. Ширина русла в середній течії становить 8-14 м, глибина змінюється в межах 0,5-1,4 м. Середня швидкість течії- 0,2 м/с. В нижній течії ширина русла досягає 20-25 м, на окремих ділянках до 30 м. Глибина зростає до 0,8-3,1 м, швидкість течії збільшується до 0,3 м/с. Мінімальні місячні витрати 50%-вої забезпеченості літнього періоду становить 0,57 м³/с. Біля села Ахмаді створено ставок площею 0,13 км².
Головні притоки:
- права — Ісаковка
- ліва — Ключевка

На річці розташовані села:
- Красногорський район — Захватай
- Балезінський район — Вотино, Юнда, Падера, Шолоково, Бидипі, Дениспі, Такапі.